# Lancia Delta Zagato Hyena
La Lancia Delta Zagato Hyena è una coupé sportiva prodotta dalla carrozzeria italiana Zagato con il marchio Lancia tra il 1992 e il 1993. Realizzata in soli 25 esemplari, è derivata dalla Lancia Delta HF Integrale.

## Genesi

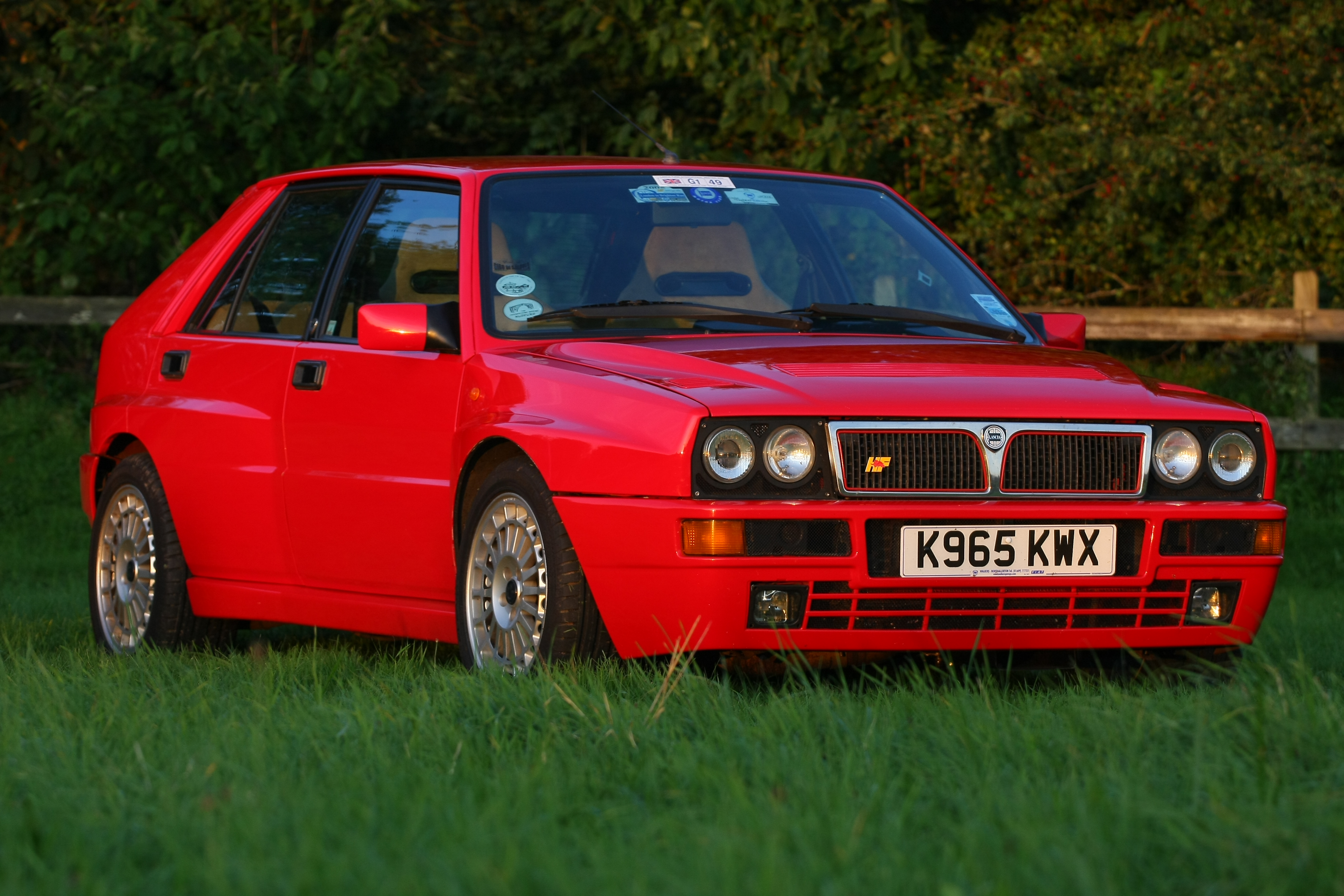
La berlinetta sportiva Lancia Delta HF Integrale, donor car da cui Zagato derivò la coupé Hyena.

La genesi della Hyena fu lunga e laboriosa. Tutto iniziò nei primi anni 1990 quando Paul Koot, distributore di vetture nei Paesi Bassi, propose alla Lancia di produrre una piccola coupé in serie limitata sul telaio della Delta HF Integrale. Dopo che i vertici della casa torinese rifiutarono la proposta, da loro ritenuta economicamente controproducente, Koot si rivolse al carrozziere milanese Zagato, specializzato nelle sportive da collezione e in buoni contatti con il Gruppo Fiat, proprietario di Lancia.
Zagato partì immediatamente con il progetto. La piccola coupé Hyena venne disegnata nel 1990 da Marco Pedracini del Centro Stile Zagato, con l'idea di proporre in 500 esemplari una vettura dalla filosofia progettuale differente rispetto alle tradizionali sportive, utilizzando la meccanica a trazione integrale della Delta ma con passo accorciato, peso ridotto e materiali compositi estremamente leggeri sia per la carrozzeria sia per l'abitacolo, in modo da poter ottenere prestazioni ancor più sportive rispetto alla vettura di origine.
Tuttavia pure i nuovi contatti con il Gruppo Fiat da parte di Zagato, ebbero esito negativo: da Torino si mostrarono non inclini anche nel fornire componenti principali quali telaio, motore e trasmissione per la produzione della Hyena, sicché Zagato dovette procedere in modo autonomo, acquistando sul mercato delle Delta HF Integrale come donor car da modificare allo scopo. L'unica autorizzazione concessa dal gruppo torinese fu l'utilizzo del marchio Lancia.
Il primo prototipo della Hyena venne presentato nel 1992 al salone dell'automobile di Bruxelles, e in seguito venne ufficializzata una produzione in tiratura limitata di 75 esemplari assemblati e venduti dalla stessa Zagato; questo poiché, a causa del processo produttivo estremamente complicato e costoso, risultò impossibile produrre i 500 esemplari inizialmente stimati. Dei 75 previsti, tuttavia, furono effettivamente prodotti solo 25 esemplari.

## Stile

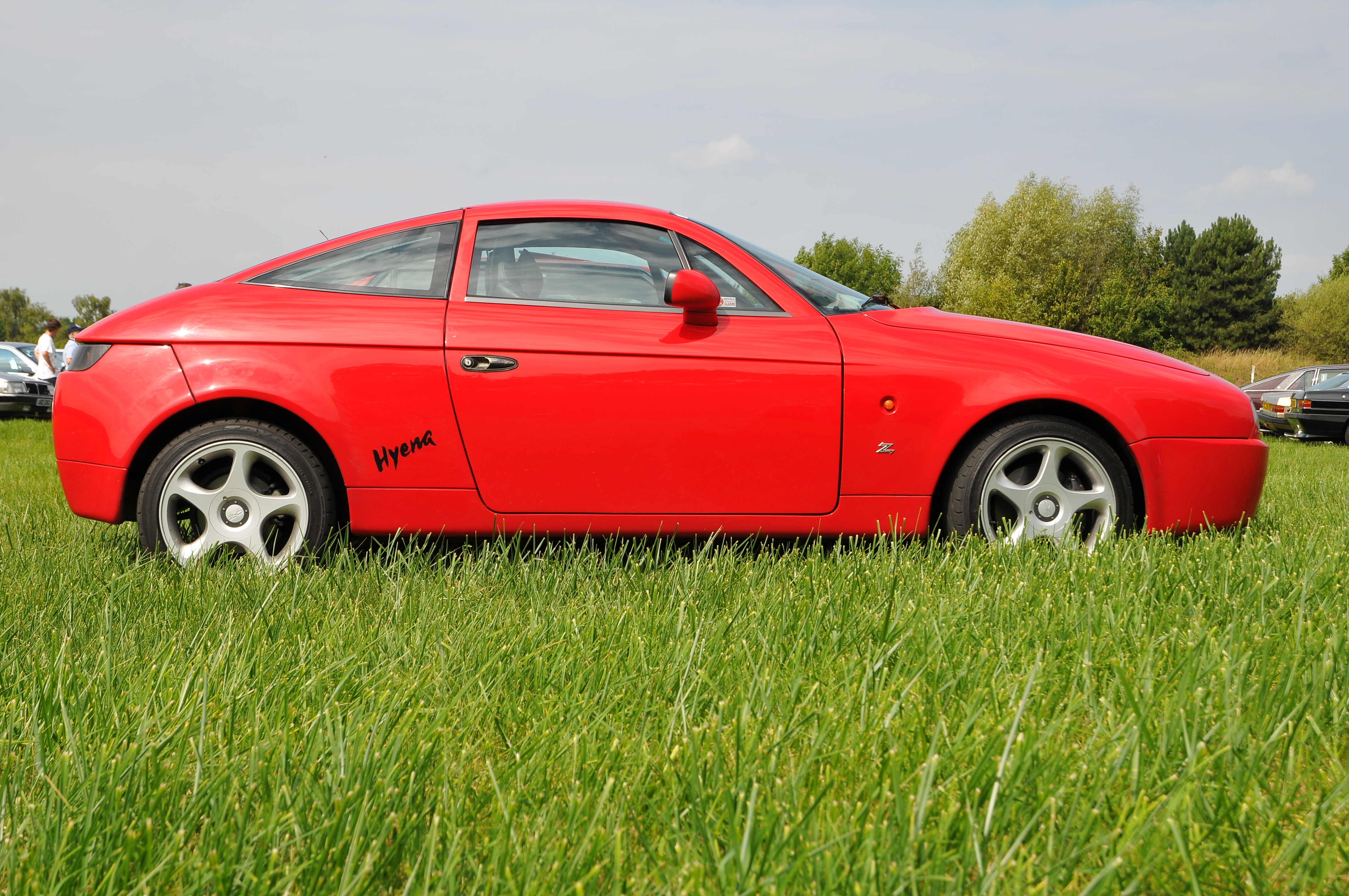
Vista laterale della Hyena, che ne mette in evidenza la linea da coupé.

Stilisticamente la vettura richiama il design delle sportive Lancia disegnate in passato dalla Zagato, come la Fulvia Sport e le varie Appia Zagato; caratteristica della Hyena è la carrozzeria slanciata e muscolosa, che prende le distanze dalla Delta HF Integrale di origine.
Il frontale viene dominato dalla classica calandra Lancia che non presenta cromature, ma è dello stesso colore della carrozzeria per esaltare l'indole sportiva della vettura; inoltre il logo "HF" caratteristico delle Lancia sportive è qui alloggiato nella parte destra della calandra. I fanali estremamente ravvicinati richiamo lo stile delle antiche vetture prodotte dalla casa torinese. Sul cofano inoltre è presente una presa d'aria nella parte destra per migliorare l'aerazione del propulsore 2,0 litri sovralimentato. Nella fiancata è presente il marchio Zagato (la classica lettera "Z") nonché il logo "Hyena" applicato nella parte bassa, accanto alle ruote posteriori. Il lunotto è molto inclinato, e il tappo del carburante è stato posizionato sul cofano del baule posteriore. I proiettori posteriori, quasi di forma rettangolare, si ispirano invece ai modelli Alfa Romeo contemporanei dell'epoca. 

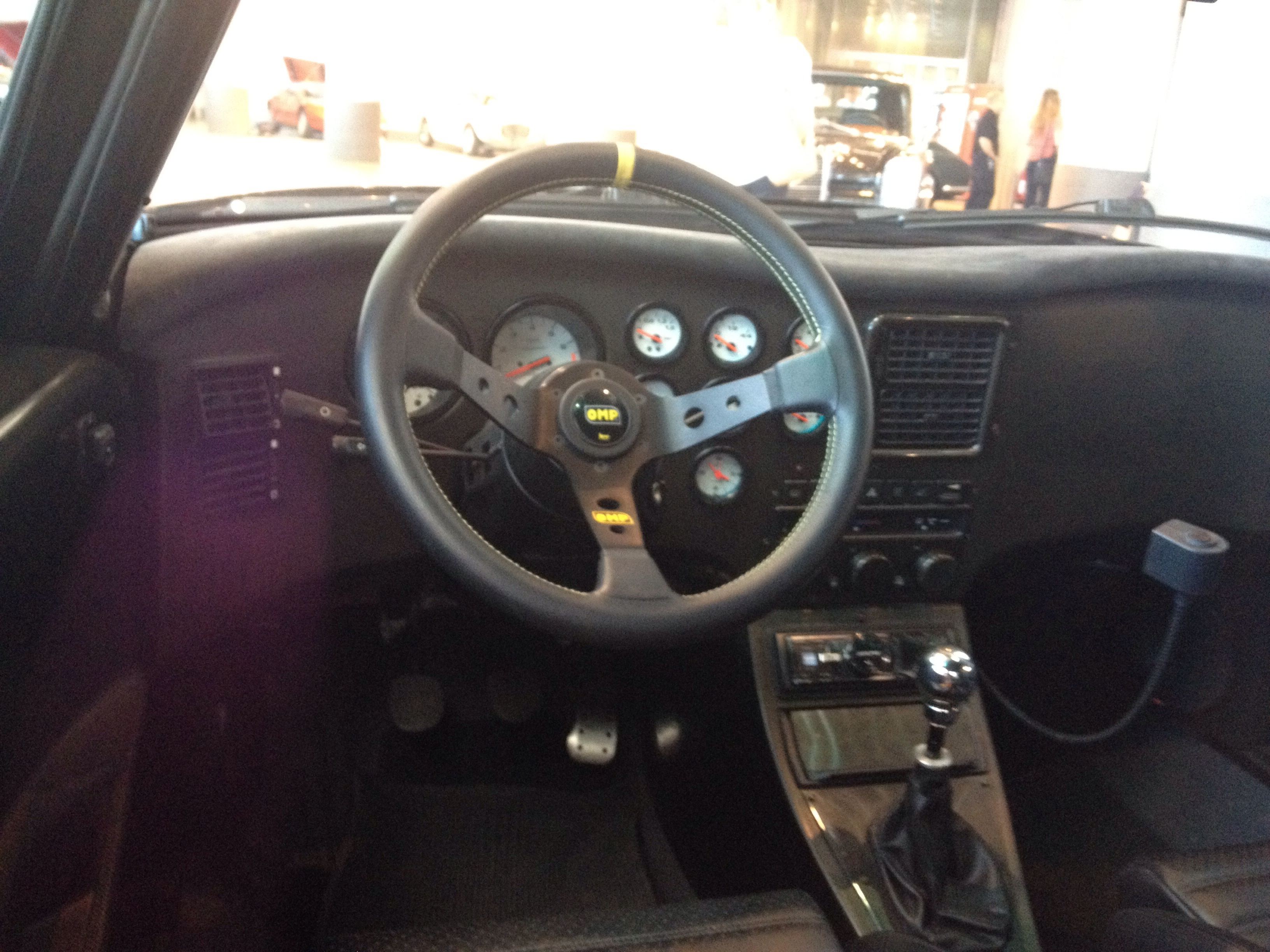
L'abitacolo

Il nome Hyena è stato assegnato alla coupé proprio per omaggiarne il disegno della carrozzeria, particolarmente filante e sportiva.

## Meccanica
La meccanica della Hyena era la stessa della Delta HF Integrale, col passo accorciato e sospensioni anteriori e posteriori a ruote indipendenti con schema MacPherson; il motore era il quattro cilindri 1,995 cc di origine Fiat che equipaggiava la Delta, dotato di turbocompressore Garret T3 con intercooler aria/aria e overboost capace di erogare 250 cavalli di potenza massima (45 cavalli in più della Delta HF Integrale). La trazione era integrale con differenziale centrale di tipo epicicloidale a giunto viscoso. Il cambio era manuale a 5 rapporti + retromarcia.